# Geminacja zachodniogermańska
Geminacja zachodniogermańska to zmiana fonetyczna, która zaszła z językach zachodniogermańskich około 300 roku naszej ery. Polegała ona na tym, że spółgoski pojedyncze (z wyjątkiem /r/) znajdujące się po krótkiej samogłosce i przed /j/, czasem również przed /r/, /l/, i /w/, uległy geminacji, czyli podwojeniu. Przykłady:
| Gocki (geminacja nie zaszła) | Staro-dolno-niemiecki | Staroangielski |          |
| ---------------------------- | --------------------- | -------------- | -------- |
| bidjan                       | biddian               | biddan         | "pytać"  |
| hugjan                       | huggian               | hycgan         | "myśleć" |
| leitils                      | luttil                | littel         | "mały"   |
| akrs                         | akkar                 | æcer           | "pole"   |